# Семянников, Юрий Михайлович
Ю́рий Миха́йлович Семя́нников (16 апреля 1979 — 26 января 2020) — российский лыжник, бронзовый призёр Паралимпийских игр 1998. Мастер спорта России международного класса по лыжным гонкам среди спортсменов с ДЦП.

## Награды
- Медаль ордена «За заслуги перед Отечеством» II степени (21 мая 1999 года) — за заслуги в развитии физической культуры и спорта[2]
- Мастер спорта России международного класса.